# Romería de Santa Faz

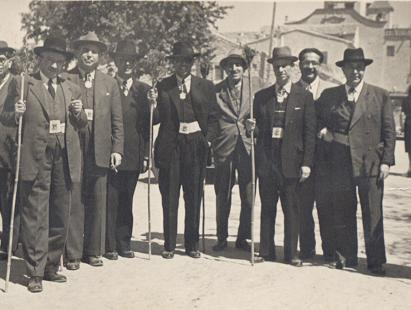
Imagen de 1947 en la que la corporación municipal, encabezada por el alcalde Manuel Montesinos Gómiz, peregrinó al monasterio de la Santa Faz.

La romería de Santa Faz, conocida también como La Peregrina, es una romería católica que tiene lugar en la ciudad española de Alicante el segundo jueves posterior a Jueves Santo. Es la segunda más numerosa de España tras la de El Rocío en la provincia de Huelva. Anualmente reúne a casi 300 000 peregrinos, siendo la del año 2025 la más multitudinaria de la historia, con cerca de 350 000 personas solo durante la mañana.

## Descripción
El punto de partida es la concatedral de San Nicolás de Bari, y desde el templo se recorren ocho kilómetros, hasta llegar al monasterio de la Santa Faz, donde se venera la reliquia de la Santa Faz de Alicante, el lienzo en el que está plasmada la imagen de la "faz" de Cristo recogida por la Verónica que se venera en el monasterio. Acompaña el cortejo oficial una copia del lienzo, mientras que el original es expuesto a la llegada, en la plaza de Luis Foglietti.
La fiesta tiene más de cinco siglos de antigüedad, y a lo largo de la romería se reza el viacrucis. Es tradicional que los asistentes a la romería vistan el traje típico de peregrino que está formado por un blusón negro y un pañuelo al cuello con los colores de la ciudad: blanco y azul. Además, portan cañas con romero que se reparten en la concatedral una hora antes de la salida.
Es típica la paraeta en mitad del recorrido en la que se toman rosquillas de anís y mistela. En los alrededores del monasterio se sitúan muchos puestos de venta ambulante en los que es típico comprar algún objeto de artesanía. También es característico de esta fiesta, las comidas de los peregrinos al aire libre en los campos de alrededor.
El recorrido de la romería está marcado por un viacrucis levantado en los años 1950 por Acción Católica. Consta de trece estaciones de piedra arenisca con un azulejo cerámico representando las escenas de la Pasión, en las que se detiene la reliquia y se realizan los rezos oportunos.
En los últimos años, paralelamente a la romería, tiene lugar un macrobotellón en la playa de San Juan, que en el año 2013 llegó a congregar a más de 20 000 personas (según los datos facilitados por la policía). Si bien, esta práctica ha ido en descenso debido al dispositivo de seguridad.